# Sauromalus
Sauromalus är ett släkte av ödlor. Sauromalus ingår i familjen leguaner.
Arter enligt Catalogue of Life:
- Sauromalus ater
- Sauromalus hispidus
- Sauromalus klauberi
- Sauromalus obesus
- Sauromalus slevini
- Sauromalus varius

The Reptile Database listar Sauromalus obesus som synonym till Sauromalus ater.